# Ameisensäure
Ameisensäure (systematisch nach der Nomenklatur der IUPAC Methansäure, lat. acidum formicicum von formica ‚Ameise‘) ist eine organische chemische Verbindung aus der Gruppe der Carbonsäuren und die Alkansäure des Methans. Sie ist mit der Halbstrukturformel HCOOH die einfachste Carbonsäure und kürzestkettige Alkansäure, die Carboxygruppe (–COOH) bestimmt besonders stark ihre Eigenschaften.
Ameisensäure bildet eine farblose, stechend riechende, sauer schmeckende, entzündliche, hygroskopische Flüssigkeit. Sie lässt sich mit Wasser mischen und ist in reiner Form ätzend und giftig. Im Molekül der Ameisensäure hat das Kohlenstoffatom eine Oxidationsstufe von +2. Sie kann deswegen analog den Carbonylverbindungen als Hydridüberträger wirken, daher rührt ihre reduzierende Wirkung. Die Salze der Ameisensäure heißen Formiate (systematisch auch Methanoate) und haben die Halbstrukturformel (HCOO)nM, wobei n der Wertigkeit des Metallions entspricht. Beispiele von Formiaten sind Natriumformiat, HCOONa, und Aluminiumformiat, (HCOO)3Al. Auch die Ester der Ameisensäure werden Formiate genannt.
In der Natur wird Ameisensäure vielfach von Lebewesen zu Verteidigungszwecken genutzt, unter anderem auch von einigen Ameisen, woher der Name rührt. Von Menschen wird die Ameisensäure als Reduktionsmittel, in der Medizin (als Desinfektionsmittel, als Antirheumatikum und zur Behandlung von vulgären Warzen), in der Textil- und Lederindustrie, in der Genetik, in der Imkerei, zur Reinigung von Rohedelsteinen und zur Entkalkung von Kühlwassersystemen verwendet. In der EU wurde Ameisensäure bis 1998 als Konservierungsmittel mit der E-Nummer E 236 genutzt.

## Geschichte
Im frühen 15. Jahrhundert beobachteten einige Alchemisten und Naturalisten, dass bestimmte Ameisen (Arten aus der Gruppe der Schuppenameisen) eine saure Flüssigkeit absondern. 

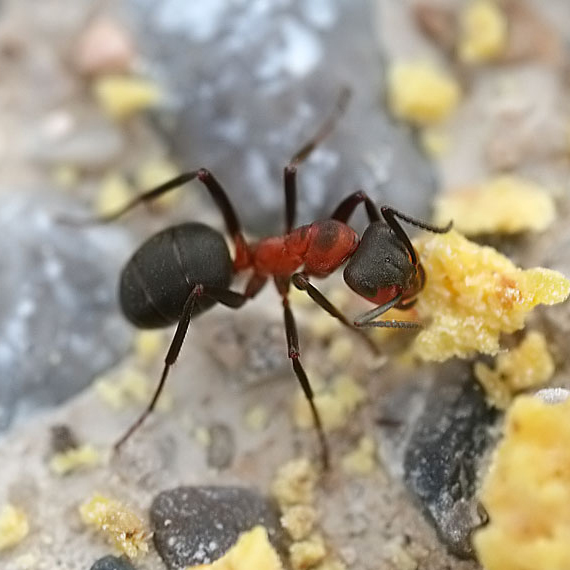
Rote Waldameise (Formica rufa)

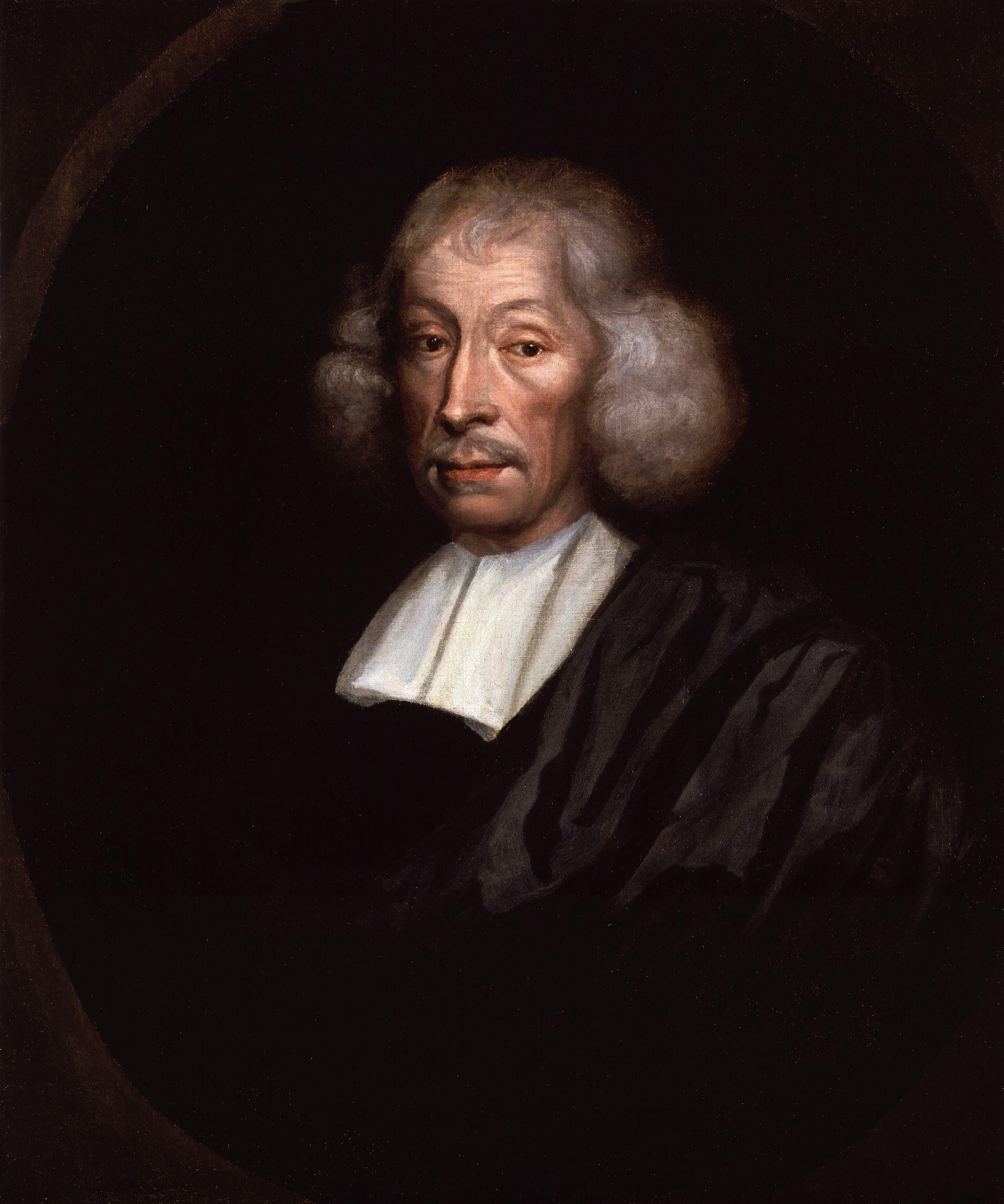
John Ray isolierte 1671 als erster Ameisensäure.

Der englische Naturalist John Ray isolierte 1671 als erster die Ameisensäure, indem er eine große Anzahl von Ameisen destillierte. Der Arzt Christoph Girtanner schrieb 1792 zur Gewinnung von Ameisensäure folgenden Text:

„Die Ameisensäure erhält man durch Destillation aus den großen Ameisen (Formica rufa). Man destilliert Ameisen bei gelindem Feuer, und erhält in der Vorlage die Ameisensäure. Sie macht ungefähr die Hälfte des Gewichtes der Ameisen aus. Oder man wäscht die Ameisen in kaltem Wasser ab, legt sie nachher auf ein Tuch, und gießt kochendes Wasser darüber. Drückt man die Ameisen gelinde aus, wird die Säure stärker. Um die Säure zu reinigen, unterwirft man sie wiederholt der Destillation, und um sie zu konzentrieren, läßt man sie gefrieren.“

Der französische Chemiker Joseph Louis Gay-Lussac synthetisierte die Ameisensäure als erster aus Cyanwasserstoff. 1855 erfand ein anderer französischer Chemiker, Marcelin Berthelot, die Synthese aus Kohlenstoffmonoxid, die noch heute angewendet wird. Lange Zeit war Ameisensäure nur von geringer technischer Bedeutung. In den späten 1960er Jahren fielen bedeutende Mengen Ameisensäure als Nebenprodukt bei der Synthese von Essigsäure an. Erst später wurde Ameisensäure in größerem Stil genutzt. Sie wurde jetzt nicht mehr nur als Nebenprodukt gewonnen, sondern gezielt synthetisch hergestellt.

## Vorkommen

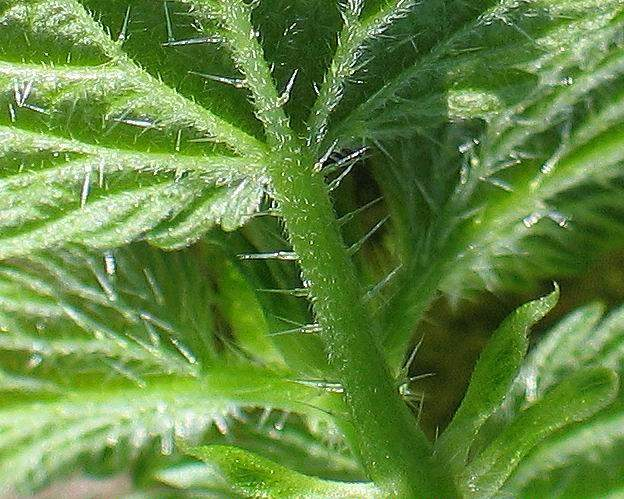
In den Brennhaaren der Brennnessel befindet sich eine ameisensäurehaltige Flüssigkeit

In der Natur ist Ameisensäure weit verbreitet. Sie wird von vielen Pflanzen- und Tierarten, besonders von Stechimmen, als Bestandteil von Giftmischungen zu Verteidigungs- und Angriffszwecken genutzt.
Ameisensäure ist ein natürlicher Bestandteil von Bienenhonig; je nach Sorte enthält 1 Kilogramm Honig 50 bis über 1000 Milligramm. Ameisensäure ist auch Bestandteil des Tabakrauchs.
Die Raupen des Großen Gabelschwanzes (Cerura vinula) – einer Schmetterlingsart – sowie einige Ameisenarten (Angehörige der Unterfamilie Formicinae) verspritzen zur Verteidigung eine ameisensäurehaltige Flüssigkeit. Einige Laufkäfer-, Skorpion- und Bienenarten benutzen ameisensäurehaltige Sekrete sowohl zu Verteidigungs- als auch zu Angriffszwecken. Bei einigen Quallenarten ist Ameisensäure Bestandteil des Giftes der Nesselkapseln.
In den Brennhaaren der Brennnesseln befindet sich ein Nesselgift, das unter anderem Ameisensäure und Natriumformiat enthält.
Im menschlichen Organismus entsteht Ameisensäure neben Formaldehyd bei der Metabolisierung von Methanol. Ameisensäure ist biologisch leicht abbaubar.
Spuren von Ameisensäure im Weltall wurden spektroskopisch nachgewiesen. In der Koma des Kometen C/1995 O1 (Hale-Bopp) wurden nach Beobachtungen mit dem Interferometer auf dem Plateau de Bure im März 1997 erstmals neben weiteren organischen Verbindungen wie Cyanwasserstoff, Acetonitril, Methanol oder Ameisensäuremethylester auch Ameisensäure in einer Häufigkeit von 9 % relativ zu Wasser gefunden. Für die Entstehung dieser Verbindungen gibt es zwei Theorien: entweder befanden sich die Verbindungen ursprünglich im Kern des Kometen und strömen dort heraus oder sie entstehen durch Gasphasenreaktionen in der Koma. Nach Simulationen ist jedoch auf Grund der Verteilungen ersteres wahrscheinlich.

## Gewinnung, Herstellung

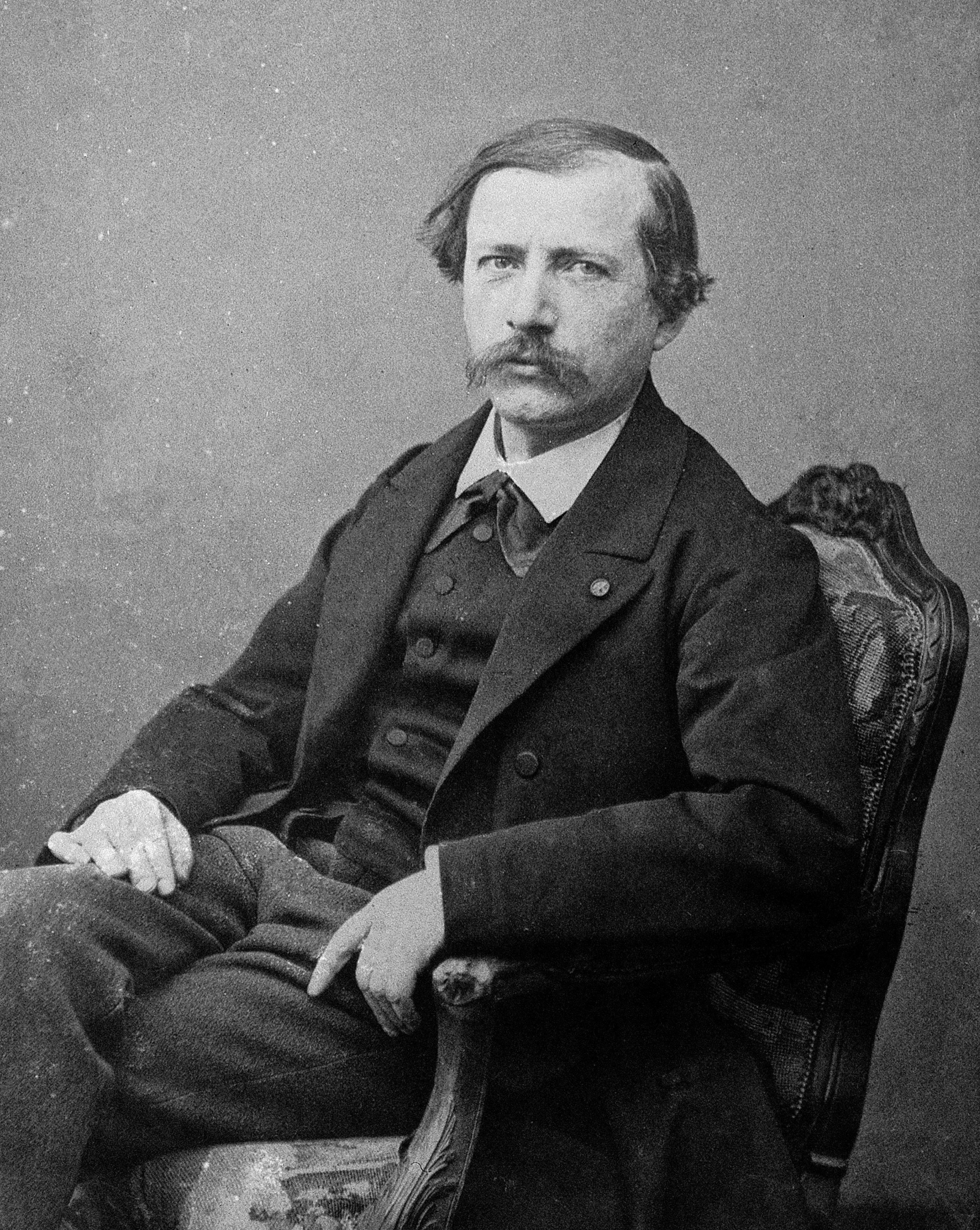
Marcellin Berthelot entdeckte 1855 die Synthese von Ameisensäure aus Kohlenstoffmonoxid

Die historische Isolation der Ameisensäure aus toten Ameisen wird heutzutage nicht mehr durchgeführt. Die Herstellung der Ameisensäure erfolgt in der chemischen Industrie meist nach dem von Marcelin Berthelot 1855 erfundenen Verfahren. Die Synthese gliedert sich hierbei in zwei Verfahrensschritte:
{\displaystyle \mathrm {NaOH+CO\longrightarrow HCOONa} }
Natriumhydroxid reagiert mit Kohlenstoffmonoxid bei etwa 6–8 bar und 130 °C zu Natriumformiat.
{\displaystyle \mathrm {2\ HCOONa+H_{2}SO_{4}\longrightarrow 2\ HCOOH+Na_{2}SO_{4}} }
Natriumformiat wird mit Schwefelsäure zu Ameisensäure und Natriumsulfat umgesetzt.
Auch die Herstellung der Ameisensäure aus Methanol erfolgt unter anderem mit Hilfe von Kohlenstoffmonoxid. Auch hier werden zwei Verfahrensschritte durchlaufen. Als Zwischenprodukt wird Ameisensäuremethylester hergestellt. Am Ende wird Methanol zurückgewonnen, welches wieder als Ausgangsprodukt für diese Synthese genutzt werden kann:
{\displaystyle \mathrm {CH_{3}OH+CO\longrightarrow HCOOCH_{3}} }
Methanol reagiert bei 80 °C und 40 bar mit Kohlenstoffmonoxid zu Ameisensäuremethylester.
{\displaystyle \mathrm {HCOOCH_{3}+H_{2}O\longrightarrow HCOOH+CH_{3}OH} }
Ameisensäuremethylester reagiert mit Wasser zu Ameisensäure und Methanol.
Weil die Hydrolyse des Ameisensäuremethylesters viel Wasser verbrauchen würde, benutzen einige Hersteller von Ameisensäure ein indirektes Verfahren mit Ammoniak, bei dem wiederum zwei Verfahrensschritte vonnöten sind. Dieses indirekte Verfahren birgt jedoch Probleme, weil teilweise das Nebenprodukt Ammoniumsulfat freigesetzt wird:
{\displaystyle \mathrm {HCOOCH_{3}+NH_{3}\longrightarrow HCONH_{2}+CH_{3}OH} }
Ameisensäuremethylester reagiert mit Ammoniak zu Formamid und Methanol.
{\displaystyle \mathrm {2\ HCONH_{2}+2\ H_{2}O+H_{2}SO_{4}\longrightarrow 2\ HCOOH+(NH_{4})_{2}SO_{4}} }
Formamid reagiert mit Schwefelsäure zu Ameisensäure und Ammoniumsulfat.
- Hydrolyse von Chloroform (Trichlorid der Orthoameisensäure) mit Kaliumhydroxid (KOH)

Aufgrund dieses Problems wurde von den Herstellern ein neues Verfahren der direkten Hydrolyse entwickelt, bei dem die Ameisensäure energiegünstig aus den großen Mengen von Wasser abgesondert werden kann (Flüssigextraktion).
Ameisensäure fällt als Nebenprodukt bei der Herstellung von Essigsäure aus Leichtbenzin oder Butan an und kann auch mit Hilfe von Blausäure hergestellt werden. Für die Herstellung aus Methanol gibt es ein zweites Verfahren. Hierbei wird Methanol zu Formaldehyd und Ameisensäure umgesetzt. Diese drei Verfahren sind allerdings von geringer technischer Bedeutung.
Biosynthetisch wird Ameisensäure aus Glycin oder Serin und Tetrahydrofolsäure über Formyltetrahydrofolsäure in der Giftdrüse von Ameisen freigesetzt.

## Eigenschaften

### Physikalische Eigenschaften

Dimerbildung bei der Ameisensäure durch gestrichelt grün gezeichnete Wasserstoffbrückenbindungen.

Ameisensäure ist eine relativ instabile, farblose, klare und leicht flüchtige Flüssigkeit. Bei 8 °C erstarrt sie zu einem farblosen Feststoff; bei 100,7 °C siedet sie. Schmelz- und Siedepunkt liegen wesentlich höher als die von organischen Verbindungen mit ähnlichen molaren Massen (beispielsweise Propan), da beim Schmelzen und Sieden auch Wasserstoffbrücken zwischen den einzelnen Molekülen aufgebrochen werden müssen. Diese bestehen teilweise auch im gasförmigen Zustand weiter, weswegen Ameisensäure stark vom Verhalten eines idealen Gases abweicht. Mit Wasser bildet sie ein Azeotrop.
Die Ameisensäure hat eine Dichte von 1,22 g·cm−3 bei 20 °C. Zum Schmelzen der Ameisensäure werden 12,7 kJ/mol benötigt, zum Verdampfen 22,7 kJ/mol. Der Tripelpunkt liegt bei 8,3 °C und 0,0236 bar.
Ameisensäure riecht stark und stechend. Die Geruchsschwelle liegt bei 1 ml/m3. Mit Wasser, Ethanol sowie Glycol ist Ameisensäure in jedem Verhältnis mischbar. In den meisten anderen polaren organischen Stoffen ist sie ebenfalls löslich, in Kohlenwasserstoffen nur in geringen Mengen.
Die Säurekonstante (pKs-Wert) ist 3,77. Sie ist die stärkste unsubstituierte Monocarbonsäure. Zum Vergleich: Essigsäure hat einen pKs-Wert von 4,76, Trifluoressigsäure von 0,23, Schwefelsäure von −3 und Chlorwasserstoff (Salzsäure) von −6,2.
Der Nachweis von Ameisensäuredämpfen (z. B. zur Ermittlung der Konzentrationen am Arbeitsplatz) kann mit Hilfe von Gasspürgeräten erfolgen. Ansonsten wird die Ameisensäure über ihre reduzierende Wirkung nachgewiesen, meist dadurch, dass sie eine ammoniakalische Silbernitratlösung zu Silber reduzieren kann.

### Thermodynamische Eigenschaften
Die Standardbildungsenthalpie ΔfH0liquid beträgt −424,72 kJ·mol−1, ΔfH0gas beträgt −378,6 kJ·mol−1.
Die Standardentropie S0liquid ist 128,95 J·mol−1·K−1, S0gas 248,7 J·mol−1·K−1.
Die Wärmekapazität der Flüssigkeit wird mit 99,04 J·mol−1·K−1 (25 °C), die des Gases mit 45,7 J·mol−1·K−1 (25 °C) angegeben.
Die Dampfdruckfunktion ergibt sich nach Antoine entsprechend log10(P) = A−(B/(T+C)) (P in bar, T in K) mit A = 2,00121, B = 515,000 K und C = −139,408 K im Temperaturbereich von 273,6 K bis 307,3 K.

### Chemische Eigenschaften

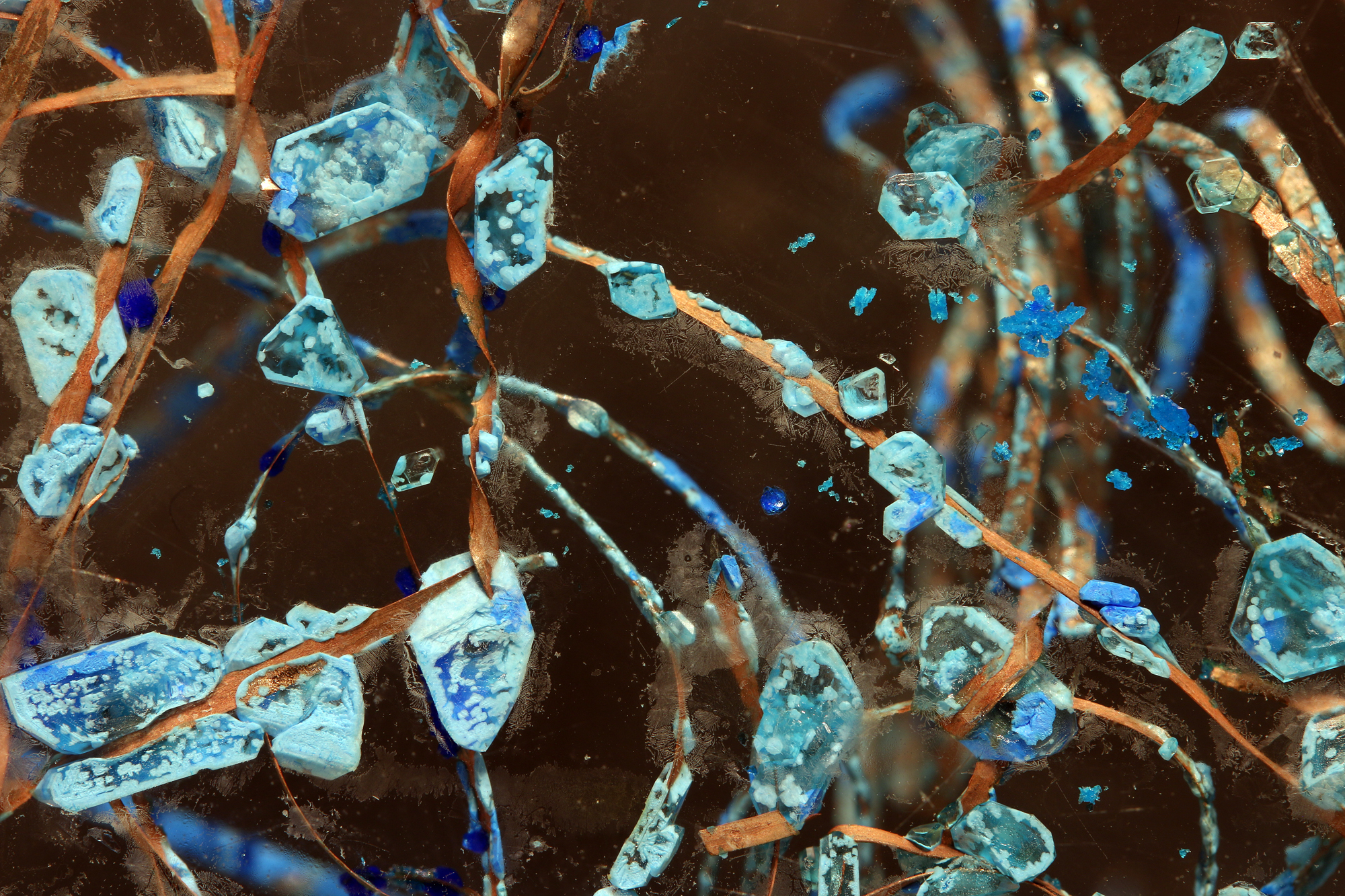
Kupfer(II)-formiat-hydrat

In Anwesenheit von Sauerstoff verbrennt Ameisensäure zu Kohlenstoffdioxid und Wasser. Die Ameisensäure ist ein starkes Reduktionsmittel, da sie gleichzeitig einen Aldehyd darstellt (Hydroxyformaldehyd).
{\displaystyle \mathrm {2\ HCOOH+O_{2}\longrightarrow 2\ CO_{2}+2\ H_{2}O} }
Ameisensäure verbrennt mit Sauerstoff zu Kohlenstoffdioxid und Wasser.
{\displaystyle \mathrm {HCOOH\longrightarrow CO+H_{2}O} }
Ameisensäure zerfällt in Gegenwart von konz. Schwefelsäure zu Wasser und Kohlenstoffmonoxid.
{\displaystyle \mathrm {HCOOH\longrightarrow CO_{2}+H_{2}} }
Bei höheren Temperaturen und in Anwesenheit eines Katalysators (Platin, Palladium) zerfällt sie zu Kohlenstoffdioxid und Wasserstoff.
Mit Metallen reagiert Ameisensäure zu Metallformiaten und Wasserstoff:
{\displaystyle \mathrm {2\ Na+2\ HCOOH\longrightarrow 2\ HCOONa+H_{2}} }
Natrium reagiert mit Ameisensäure unter Wasserstoffbildung zu Natriumformiat.
{\displaystyle \mathrm {HCOOH+3\ OH^{-}+2\ Ag^{+}\longrightarrow HCO_{3}^{-}+2\ Ag+2\ H_{2}O} }
Ameisensäure reduziert Silberionen im Alkalischen.
Mit Alkoholen reagiert Ameisensäure in Anwesenheit eines Katalysators (meist Schwefelsäure) zu Wasser und Ameisensäurealkylestern.
{\displaystyle \mathrm {HCOOH+CH_{3}OH\longrightarrow H_{2}O+HCOOCH_{3}} }
Ameisensäure reagiert mit Methanol zu Wasser und Ameisensäuremethylester.

### Sicherheitstechnische Kenngrößen
Ameisensäure gilt als eine entzündliche Flüssigkeit. Oberhalb des Flammpunktes können sich entzündliche Dampf-Luft-Gemische bilden. Die Verbindung hat einen Flammpunkt bei 45 °C. Der Explosionsbereich liegt zwischen 10 Vol.-% (190 g/m3) als untere Explosionsgrenze (UEG) und 45,5 Vol.-% (865 g/m3) als obere Explosionsgrenze (OEG). Mit einer Normspaltweite von 1,76 mm wird sie der Explosionsgruppe IIA zugeordnet. Die Zündtemperatur beträgt 520 °C. Der Stoff fällt somit in die Temperaturklasse T1. Die elektrische Leitfähigkeit ist mit 6,08·10−3 S·m−1 gering.

## Verwendung
Ameisensäure wurde bis 1998 unter der E-Nummer E236 als Konservierungsmittel in Fisch-, Obst- und Gemüseprodukten verwendet, ist seitdem aber in der EU – im Gegensatz zur Schweiz – nicht mehr als Lebensmittelzusatzstoff zugelassen. Auch die verwandten Stoffe Natrium- und Calciumformiat sind nicht mehr als Lebensmittelzusatzstoffe zugelassen (E237 und E238). In der Medizin wird sie als Antirheumatikum sowie zur Behandlung von vulgären Warzen eingesetzt. Hierbei appliziert man eine gebrauchsfertige ameisensäurehaltige Lösung auf die Warze. In der Textil- und Lederindustrie verwendet man sie zum Beizen und Imprägnieren. Teilweise wird sie auch als Desinfektionsmittel (auch in sauren Reinigungsmitteln) verwendet. Gemäß der Einfuhrvorschriften der EU wird sie z. B. bei bestimmten Gütern aus dem EU-Ausland eingesetzt, um die Ausbreitung von Tierseuchen zu verhindern. Sie tötet zudem Bakterien gut ab. In der chemischen Industrie wird sie zur Neutralisation von alkalischen Reaktionsgemischen genutzt. In der Elektronikproduktion wird Ameisensäure als Reduktionsmittel beim Lötprozess verwendet. Sie wird industriell zur Entkalkung von Kühlwassersystemen eingesetzt, da das entstehende Abwasser nur das unschädliche Calciumformiat mit geringem CSB-Wert aufweist.
Imker benutzen sie üblicherweise in 60%iger, in streng indizierten Ausnahmefällen bis maximal 85%iger Konzentration in wässriger Lösung zur Behandlung der Bienen gegen die Varroamilbe. In der Genetik kann man Ameisensäure in Verbindung mit dem Enzym AP-Endonuclease nutzen, um zufällig Insertionsmutanten herzustellen, die sogenannte In-vitro-Mutagenese. In der Kunststoffindustrie wird sie zum Verkleben von Polyamid-Kunststoffen verwendet.
Konzentrierte Ameisensäure wird zum Säubern von Rohedelsteinen benutzt, da sie Kalkstein und andere Verunreinigungen stark angreift und so den Edelstein freilegt, ohne dass dieser beschädigt wird. Dieses Reinigungsverfahren sollte nur bei säurebeständigen Edelsteinen angewandt werden.
Experimentell gelang Wissenschaftlern des Leibniz-Instituts für Katalyse die katalytische Freisetzung von Wasserstoff aus Ameisensäure auch bei Raumtemperatur. Dieser Wasserstoff könnte z. B. in Brennstoffzellen zu Strom umgewandelt werden. Diese Möglichkeit soll zur kleinräumigen Speicherung von Energie genutzt werden. Die direkte Bildungsreaktion von Ameisensäure aus Wasserstoff und Kohlenstoffdioxid ist thermodynamisch jedoch stark limitiert und die Effizienz entsprechender Prozesse daher eher niedrig.

## Gesundheitsgefahren
Ameisensäure kann vom Körper abgebaut werden. Der direkte Kontakt mit Ameisensäure oder konzentrierten Dämpfen reizt die Atemwege und Augen. Bei Konzentrationen über zehn Prozent führt der Hautkontakt zu schweren Verätzungen und Blasen. Bei dauerhafter Aussetzung kann sie Hautallergien, in extrem hohen Dosen auch neben Verätzungen und Nekrosen an Mund- und Rachenschleimhaut, der Speiseröhre und dem Magen-Darm-Trakt Azidose, Bewusstlosigkeit, Blutdruckabfall, Schädigung von Blut, Leber und Niere sowie Lungenentzündung und Schäden am Herz hervorrufen.
Beim Zerfall von Ameisensäure kann das Atemgift Kohlenstoffmonoxid entstehen. Die Säure muss an einem gut belüfteten, kühlen Ort aufbewahrt werden. Behälter, in denen Ameisensäure gelagert wird, müssen außerdem mit einer Druckausgleichverschraubung verschlossen werden, da die beim Zerfall gebildeten Gase einen Überdruck erzeugen können.